# Júlia Creus i Garcia
Júlia Creus i Garcia   (Tarragona, 14 de febrer de 1994) és una actriu, cantant i ballarina catalana, que ha debutat en teatre i televisió. És coneguda sobretot pel seu paper de Mònica a la sèrie de TVC Merlí. També ha exercit el paper de Paula al musical català Boig per tu o Marta a la pel·lícula de Javier Ruiz Caldera 3 bodas de más.

## Biografia
Va cursar l'ESO a l'escola Santa Teresa de Jesús, però després, per a combinar els assajos amb els estudis, va decidir estudiar el batxillerat nocturn a l'IES Martí Franquès, on podia combinar les dues coses. D'adolescent, solia fer de ballarina en algunes competicions Nacionals de gimnàstica rítmica.
Als 15 anys manifesta el seu interès pel món de l'espectacle, i practica gimnàstica rítmica i dansa clàssica. Posteriorment es va presentar a un càsting de Ventdelplà on va participar amb 16 anys.
S'ha format a diverses escoles de teatre, entre les quals Eòlia, l'escola de Dagoll Dagom, el Tricicle, i també Set d'Acció.
Ha interpretat la Mònica de Villamore a la sèrie de TVC Merlí, resideix a Barcelona i el seu passatemps preferit és muntar a cavall.